# 托比·福克斯
罗伯特·F·福克斯（1991年10月11日—），又名托比·福克斯（英語：Toby Fox）、Radiation，是美國的男性游戏开发者和作曲家。他在2015年制作了广受好评的电子角色扮演游戏《Undertale》。他還為網絡漫畫Homestuck製作了各種音樂。
2018年10月，新作品《Deltarune》於Undertale官方推特問世。

## 经历
福克斯于1991年生于美国新罕布什尔州的曼彻斯特，毕业于東北大學環境科學系。

## 事业
福克斯在2009年还在上中学时就開始為作美國漫畫家Andrew Hussie的Homestuck作曲。他於2009年4月加入Homestuck的音樂貢獻小組，並要求參與音樂家的新聞报道，然而沒有什麼回應。但當他開始在MS Paint Adventures論壇上上傳網絡漫畫的鋼琴二創音樂時，Hussie注意到了他的作品。福克斯在2017年完成了Homestuck電子遊戲《Hiveswap》的音樂。
福克斯最受歡迎的作品是于2015年发售的電子角色扮演遊戲《Undertale》，遊戲銷量超過一百萬份，成為了轟動作品并形成了流行文化。為了避免過度依賴他人，除了一部分美術之外，福克斯盡可能獨立完成了整個遊戲。福克斯在制作《Undertale》前有過一些遊戲開發經驗，包括使用RPG Maker 2000與他的三位兄弟一起完成的游戏、以及高中時對EarthBound ROM作的改造遊戲。其中最有名的是一個萬聖節的版本。福克斯称，他在大學裡想到了《Undertale》的角色設計和想法，並記錄在筆記本中。
隨著《Undertale》的發布，遊戲受到了廣大粉絲的讚賞和一些批評。福克斯則表示他不會介意，這款游戏“不適合每一個人”。儘管《Undertale》獲得廣泛的讚譽和獎項，但福克斯自己認為，這是一款得分约8/10的“小眾”游戏。
在2016年，托比·福克斯發行了一些《Undertale》未使用的音樂曲目。他也成為“時代浪潮雜誌”的貢獻者。
2018年10月31日，托比·福克斯製作的第二款原創獨立游戏《Deltarune》於Undertale官方推特問世，並於Deltarune官方網站開放第一章免費試玩版下載。

## 作品
| 年份        | 名稱                                                                                     | 擔任工作                           |
| ----------- | ---------------------------------------------------------------------------------------- | ---------------------------------- |
| 2006–2008年 | 《地球冒險》改版 (Arn's Winter Quest: Gway Edition和Halloween Hack: Bad Fur Day Edition) | 作家、作曲家、導演、設計師、程序員 |
| 2009–2016年 | Homestuck                                                                                | 作曲                               |
| 2010        | The Baby is You                                                                          | 作家、作曲家                       |
| 2012        | 《I Miss You - 地球冒險 2012》                                                           | 作曲                               |
| 2015年      | 《Undertale》                                                                            | 作家、作曲家、導演、設計師、程序   |
| 2015年      | Potion Shop                                                                              | 作曲                               |
| 2016        | Rose of Winter                                                                           | 作曲                               |
| 2017        | Hiveswap                                                                                 | 作曲                               |
| 2018年      | 《Deltarune：第一章》                                                                    | 作家、作曲家、導演、設計師、程序   |
| 2018年      | Hiveswap Friendsim                                                                       | 客座作曲家                         |
| 2019年      | Escaped Chasm                                                                            | 作曲                               |
| 2019年      | YIIK: A Postmodern RPG                                                                   | 客座作曲家                         |
| 2019年      | 《任天堂明星大亂鬥 特別版》                                                              | 客座作曲家                         |
| 2019年      | Little Town Hero                                                                         | 作曲                               |
| 2019年      | 《寶可夢 劍／盾》                                                                        | 客座作曲家                         |
| 2019年      | Pesterquest                                                                              | 客座作曲家                         |
| 2020年      | Dweller's Empty Path                                                                     | Composer                           |
| 2020年      | 《Omori》                                                                                | 客座作曲家                         |
| 2020年      | Hobonichi Mother Project                                                                 | Illustrator                        |
| 2020年      | 田中宏和/《鎚頭鯊之歌》                                                                  | 動畫製作/導演                      |
| 2021年      | 《Deltarune：第二章》                                                                    | 作家、作曲家、導演、設計師、程序   |
| 2022年      | 《寶可夢 朱 / 紫》                                                                       | 客座作曲家                         |
| 2025年      | 《Deltarune：第三章及第四章》                                                            | 作家、作曲家、導演、設計師、程序   |
| 2025年      | 《OFF》（重製版）                                                                        | 客座作曲家                         |